# Screenonline
Screenonline é um website sobre a história do cinema britânico e sua influência social na televisão. O projeto foi desenvolvido pela British Film Institute e fundado sob o patrocínio de 1,2 milhões de libras esterlinas da National Lottery e Big Lottery Fund.
Revisões do sítio recebem destaque devido à significância dos tópicos abordados sobre cinema e televisão, incluindo companhias de distribuição e programas televisivos. O site também oferece download de videoclipes e episódios de séries.